# Shopping in Denmark
|  | Denne artikel er oprettet af botten Steenthbot ud fra en ekstern database. Den kan derfor have sproglige fejl eller mangler. Denne skabelon kan fjernes efter kontrol af indholdet. |

Shopping in Denmark er en dansk dokumentarfilm fra 1976 instrueret af David Williams.

## Handling
Turistfilm beregnet til det engelske marked. Viser de mange muligheder for shopping, Danmark kan tilbyde.